# Bianca Warnek
Bianca Warnek-Steinke (* 1986 in Dresden) ist eine deutsche Schauspielerin und Synchronsprecherin.

## Leben
Bianca Warnek-Steinke absolvierte von 2004 bis 2008 ihr Schauspielstudium an der Theaterakademie Vorpommern.
Während ihrer Ausbildung hatte sie ihre ersten Theaterauftritte an der Vorpommerschen Landesbühne Anklam, wo sie u. a. als Prinzessin Tausendschön in Das singende, klingende Bäumchen (2004–2006), als Papagena in Die Zauberflöte (2006), als Gretchen im Urfaust (2007) und als Gerda in Die Schneekönigin (2008) auf der Bühne stand. Seither arbeitet sie als freie Schauspielerin. Sie hatte zunächst Engagements an der Comödie Dresden, wo sie mit Jürgen Mai und Matthias Kitter arbeitete, und am Theater Senftenberg (2011–2013).
Ab 2011 spielte sie an der Comödie Dresden mehrere Jahre die türkische Taxifahrerin Gönül in der „Karaoke-Komödie“ Machos auf Eis. Sie ging mit dieser Rolle in einer Produktion der „Kempf Theatergastspiele“ auch auf Tournee und sprang kurzzeitig bei Aufführungen an der Komödie Kassel ein. In der Spielzeit 2013/14 übernahm sie am Schlosstheater Celle die Rolle der Anny in einer Neuinszenierung der Komödie Charleys Tante, mit der sie bis 2015 dort regelmäßig gastierte. 2014 war sie am Schlosstheater Celle außerdem als Geliebte Marwood in Lessings Trauerspiel Miß Sara Sampson zu sehen.
2015 trat sie als arrogante Geschäftsfrau Pascaline mit Lust auf Seitensprünge in der Komödie Tussipark an der Komödie Kassel auf. 2016 gastierte sie, in einer dramaturgischen Schlüsselrolle, bei den Störtebeker-Festspielen als zu Spionagediensten gezwungene Baronin Ewa, in dem Theaterstück Auf Leben und Tod. 2017 trat sie erneut bei den Störtebeker-Festspielen auf, diesmal als Störtebekers Geliebte Tetta tom Brok an der Seite von Bastian Semm im Theaterstück Störtebeker.
Warnek wirkte auch in Film- und TV-Produktionen mit. In der Sat.1-Fernsehserie Einstein (2017) hatte sie eine Nebenrolle als Studentin Petra. In der 10. Staffel der ZDF-Serie SOKO Stuttgart (2019) übernahm Warnek eine der Episodenhauptrollen als tatverdächtige Kuratorin Melinda Rehm, die heftig mit Hauptkommissar Jo Stoll (Peter Ketnath) flirtet.
Warnek arbeitet auch umfangreich als Synchronsprecherin. Sie drehte außerdem Werbespots (Kaufland, Kinder Schokolade) und wirkte im Musikvideo zu Andrea Bergs Schlager Mosaik mit.
Warnek ist mit dem Schauspieler René Steinke verheiratet. Sie haben seit 2020 einen gemeinsamen Sohn. Warnek lebt in Berlin.

## Filmografie (Auswahl)
- 2015: Traumfrauen (Kinofilm)
- 2015: Mila (Fernsehserie)
- 2017: Einstein (Fernsehserie)
- 2019: SOKO Stuttgart: Vermächtnis (Fernsehserie, eine Folge)
- 2023: SOKO Wismar: Tod einer Hebamme (Fernsehserie)

## Synchronrollen (Auswahl)
- 2019: Pennyworth für Jessica Ellerby als Die Queen
- 2020: Navy CIS für Emilia Ares Zoryan als Layla Zolotov
- seit 2020: The Boys für Karen Fukuhara als Kimiko Miyashiro / Das Weibchen (2. Stimme)